# Mporokoso
Mporokoso è un centro abitato dello Zambia, situato nella Provincia Settentrionale.